# Іоан (Модзалевський)
Іоанн (в миру Іван (Ян) Валерійович Модзалевський; 7 січня 1970, Москва) — колишній єпископ Уманський, УАПЦ.

## Життєпис
З 1976 по 1986 рік навчався в середній школі № 54 Москви, з 1976 по 1983 рік — в музичній школі № 8 Москви. У 1984 році у чотирнадцятирічному віці прийняв хрещення в храмі святителя Миколая в Хамовниках в Москві. У 1985 році став вівтарником храму в ім'я ікони Божої Матері «Всіх скорботних радість» на Калитниковском кладовищі в Москві.
C 1986 по 1988 рік — студент Московського інженерно-будівельного інституту. У 1988–1989 роках проходив строкову військову службу в лавах Радянської армії в Тамбові. У цей час він познайомився з єпископом Тамбовським і Мічурінським Євгенієм (Жданом), у якого під час звільнень ніс послух іподиякона. Після демобілізації з армії протягом одного року був старшим іподияконом єпископа Євгенія (Ждана), а з 1990 по 1991 року старшим іподияконом і секретарем єпископа Красноярського і Єнісейського Антонія (Черемисова).
25 березня 1991 року з благословення митрополита Волоколамського Питирима (Нечаєва) був пострижений в рясофор зі збереженням колишнього імені. У 1991–1994 роки був регентом Свято-Покровського храму села Красногорське, що знаходиться в межах Іжевсько-Удмуртської єпархії. У 1994 році був регентом і уставником Стрітенського монастиря в Москві, а в 1995 року близько місяця був регентом чоловічого святкового хору в храмі святої великомучениці Татіани при Московському Державному університеті. На офіційному сайті даного храму про нього сказано: «Той короткий період після відкриття храму св. мц. Татіани, коли він із запрошеним ним невеликим чоловічим колективом співав тут, запам'ятався лише надзвичайною матеріальною вимогливістю Яна Модзалевського і відсутністю будь-якої дисципліни на керованому ним кліросі».
У другій половині 1995 року інок Іоанн (Модзалевський) приєднався до Російської Православної церкви Закордоном. Став прихильником Олександра Зарнадзе-Михальченкова, який все в 1990-ті роки був активістом різних паралельних Московському патріархату православних рухів і структур. Розчарувавшись в РПЦЗ, Зарнадзе-Михальченков, вирішує створити власну юрисдикцію - «Російську Істинно-Православну Церкву» (РосІПЦ, рос. Российская ИПЦ; Не плутати з Російською/Руською Істинно-Православною Церквою - РІПЦ, рос. Русская ИПЦ). Однак в Росії не было єпископів, готових їх підтримати. Таких вони знаходять в УАПЦ, в яку і були прийняті на правах автономії. 25 грудня 1995 р. Патріархом Димитрієм (Яремою) пострижений у мантію, рукопокладений у дияконський сан; 20 січня 1996 р. — у сан пресвітера.
17 червня 1996 року з благословення Димитрія (Яреми) відбулося висвячення ієромонаха Іоанна (Модзалевського) на єпископа Московського і Коломенського. Хіротонію звершили: архієпископ Вінницький і Брацлавський Роман (Балащук), єпископ Хмельницький і Кам'янець-Подільський Мефодій (Кудряков). 14 грудня 1996 єпископ Іоанна (Модзалевський) був наділений титулом архієпископа і призначений постійним представником Української автокефальної православної церкви в Москві.
Ставши архієреєм Іоанн (Модзалевський) почав приймати в свою юрисдикцію всіх бажаючих, внаслідок чого, його організація стала активно рости за рахунок новоприбулих кліриків та їх громад. Незабаром постало питання про висвячення другого архієрея для РосІПЦ, і 17 грудня 1996 року в Тернополі вже архієпископом Іоанном (Модзалевським) і єпископом Мефодієм (Кудряковим) Московський художник Стефан Ліницький був висвячений на єпископа Санкт-Петербурзького і Староруського. 28 березня 1997 року до цієї групи приєднався колишній ієрарх Грузинської Православної церкви єпископ Амвросій (Катамадзе), який був позбавлений сану за відхід у розкол. При цьому в РосІПЦ не стали вже запитувати «благословення» з Києва, що свідчить про спробу відокремитися від УАПЦ. 30 березня 1997 архієпископ Амвросій, єпископи Іоанн і Стефан висвятили грузинського архімандрита Мойсея (Ходжаву) на єпископа Гайнатського і Імеретинського, поклавши тим самим початок існуванню «братської» грузинської Істинно-Православної церкви.
Дізнавшись про втручання «Російського екзархату» УАПЦ у внутрішні справи Грузинського патріархату і учиненні розколу, що могло зашкодити переговорам УАПЦ з Константинопольським Патріархатом, Димитрій (Ярема) не визнав самовільного приєднання Амвросія (Катамадзе) і хіротонію Мойсея (Ходжави). В результаті виник конфлікт, в ході якого першоієрарх РосІПЦ—УАПЦ «архієпископ Московський» Іоанн Модзалевський став на бік Димитрія (Яреми) і, усунувши ініціатора приєднання грузин Олександра Зорнадзе-Михальченкова від управління екзархатом, спробував скасувати раніше прийняті рішення про прийняття Амвросія (Катамадзе) і хіротонії Мойсея (Ходжави). Однак такий крок екзарха був сприйнятий як спроба «узурпувати владу». 26 травня 1997 року на засіданні Синоду РосИПЦ-УАПЦ з ініціативи Олександра Михальченкова-Сергєєва і Амвросія (Катамадзе) більшістю голосів було прийнято рішення покласти управління Московською єпархією на «Раду преосвященних московських вікаріїв», тобто фактично позбавити Іоанна (Модзалевського) його повноважень. Останній тут же звинуватив Синод в єресі, перервав засідання, яке проходило на його квартирі, і зажадав всім покинути приміщення. 12 червня Іоанн (Модзалевський) організував у Москві «Єпархіальний Собор», на якому скасував постанови «Синоду». Однак через два дні опозиційна Іоанну (Модзалевському) «група Михальченкова-Катамадзе „скликала власний“ Архієрейський собор», на якому було оголошено про розрив спілкування з УАПЦ, а новим першоієрархом тепер уже «Автокефальної» РосИПЦ обраний Амвросій (Катамадзе), якому присвоїли титул «архієпископа Крутицького», а пізніше — «місцеблюстителя патріаршого престолу». 18 червня 1997 єпископ Іоанн (Модзалевський), вірний Києву, скликав Помісний Собор і заборонив у служінні всіх інших архієреїв РосІПЦ «за самочинність і розкол». 26 червня 1997 року Архієрейський собор РосІПЦ проголосив відділення РосІПЦ від УАПЦ, єпископ Іоанн (Модзалевський) був позбавлений Архієрейського сану. Такий розвиток подій спонукав архієпископа Іоанна (Модзалевського) до виходу зі складу «Російської Істинно-Православної Церкви» і безпосереднього приєднання до УАПЦ.
З 1997 р. — постійний представник УАПЦ у Москві, з титулом «єпископ Уманський, вікарій Київської єпархії»;
14 травня 1999 року рішенням Архієрейського Собору УАПЦ призначений вікарієм Тернопільської єпархії з присвоєнням титулу "архієпископ Кременецький" і збереженням посади керуючого московським представництвом УАПЦ.
8 вересня 2001 року призначений керуючим Кримською єпархією УАПЦ з присвоєнням титулу "архієпископ Херсонський і Кримський" і збереженням на посаді керуючого московським представництвом УАПЦ.
У 2002 році офіційно зареєстрував у голови Держкомітету релігій при Раді Міністрів Криму Володимира Маліборського релігійний статут Кримського єпархіального управління УАПЦ.
Архієрейським собором від 2 березня 2007 року у зв'язку із завантаженням роботою в комісії та за власним бажанням звільнений від обов'язків архієпископа Херсонеського і Кримського і призначений вікарієм Київським з титулом «архієпископ Уманський».
28 червня 2013 року згідно з поданим проханням прийнятий до складу УПЦ Київського Патріархату і призначений настоятелем ставропігійної парафії у м. Москва (Російська Федерація).
24 січня 2015 року виключений з числа єпископату УПЦ КП.
Перейшов в Московський Патріархат, куди був прийнятий в сані архімандрита. 24 квітня 2015 співслужив Першоієрарху РПЦЗ митрополиту Іларіону (Капралу), значившись при цьому як клірик Московської єпархії. У березні 2019 року згадувався як архімандрит і " Настоятель Московського подвір'я Російської Православної церкви за кордоном"